# أندريه ميشيل
اندريه ميشيل (بالفرنسية: André Michel )‏ (و. 1910 – 1989 م) هو مخرج سينمائي، وكاتب سيناريو، وممثل، من فرنسا، ولد في باريس، توفي في باريس، عن عمر يناهز 79 عاماً.

## وصلات خارجية
- اندريه ميشيل على موقع IMDb (الإنجليزية)
- اندريه ميشيل على موقع ألو سيني (الفرنسية)
- اندريه ميشيل على موقع أول موفي (الإنجليزية)
- اندريه ميشيل على موقع قاعدة بيانات الأفلام السويدية (السويدية)
- اندريه ميشيل على موقع قاعدة بيانات الفيلم (الإنجليزية)
- اندريه ميشيل على موقع كينوبويسك (الروسية)